# Corberon

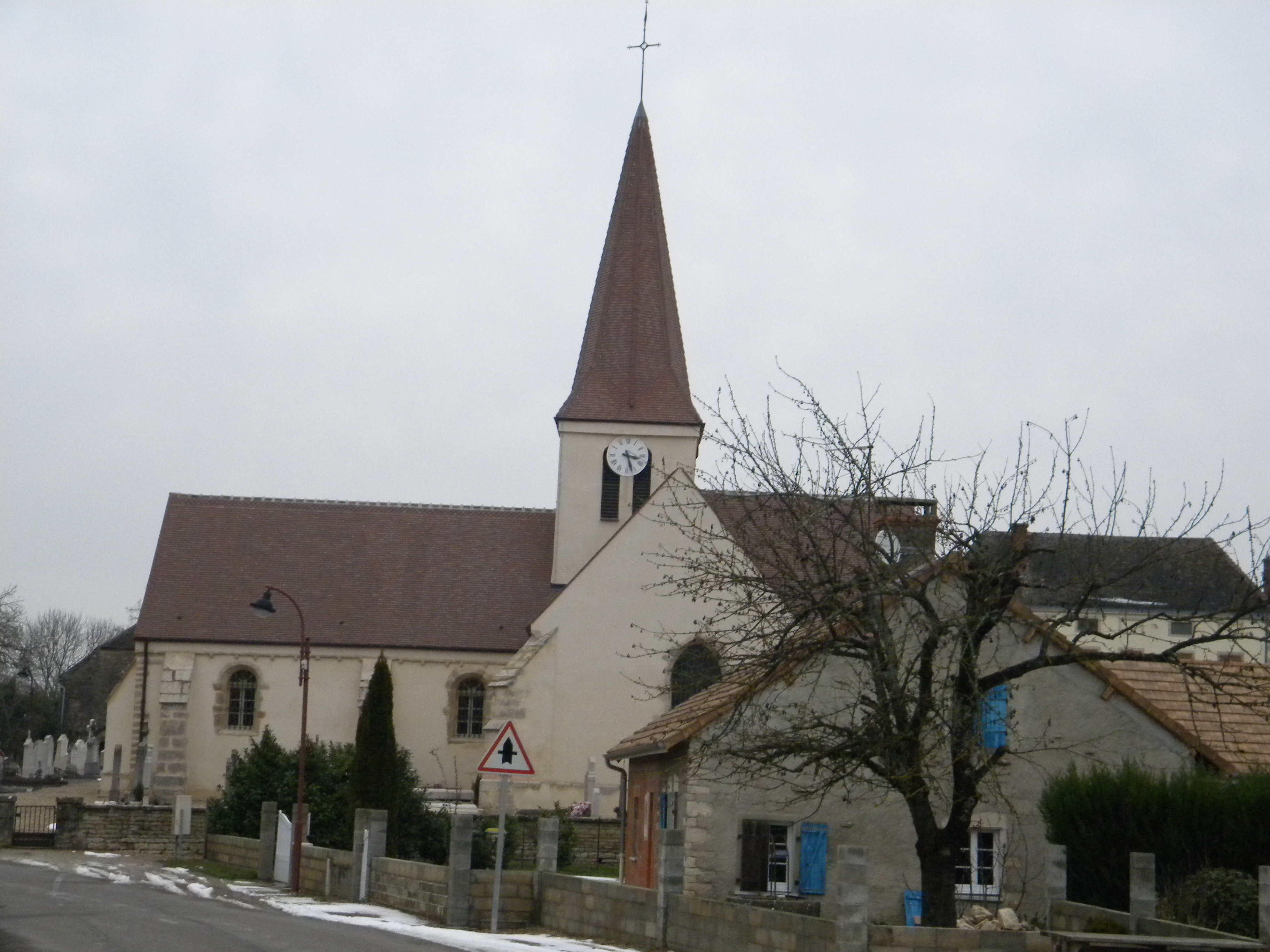
Kerk

Corberon is een gemeente in het Franse departement Côte-d'Or (regio Bourgogne-Franche-Comté) en telt 411 inwoners (2005). De plaats maakt deel uit van het arrondissement Beaune.

## Geografie
De oppervlakte van Corberon bedraagt 11,8 km², de bevolkingsdichtheid is 34,8 inwoners per km².
De onderstaande kaart toont de ligging van Corberon met de belangrijkste infrastructuur en aangrenzende gemeenten.

## Demografie
Onderstaande figuur toont het verloop van het inwonertal (bron: INSEE-tellingen).